# Banzola
Banzola è una frazione del comune di Salsomaggiore Terme, in provincia di Parma.
La località dista 6,45 km dal capoluogo.

## Geografia fisica
La località collinare è posta sulla strada panoramica che collega Pieve Cusignano a San Vittore; a est è bagnata dal torrente Parola.

## Storia
La zona risultava abitata già prima del X secolo, quando vi sorse l'originaria cappella dipendente dalla pieve di San Genesio.
In epoca ignota vi fu edificato anche un castello, probabilmente per volere dei marchesi Pallavicino; il maniero fu distrutto nel 1297 per ordine del Comune di Parma, all'epoca guidato dalla fazione guelfa, a causa del sostegno da parte della casata all'imperatore del Sacro Romano Impero.
Nel 1430 il marchese Orlando Pallavicino ricevette conferma dell'investitura del feudo da parte del duca di Milano Filippo Maria Visconti. Tuttavia nel 1441 Niccolò Piccinino convinse il Visconti del tradimento da parte di Rolando il Magnifico e si fece incaricare di conquistarne lo Stato Pallavicino; attaccato su più fronti, il Marchese fu costretto alla fuga e tutte le sue terre furono incamerate dal Duca di Milano, che nel 1442 ne assegnò la maggior parte al Piccinino; il condottiero fece subito edificare un nuovo castello a Banzola, che pochissimi anni dopo fu demolito per volere del Visconti. Alla morte del Piccinino, nel 1445 Filippo Maria investì del feudo i figli Jacopo e Francesco, ma pochi anni dopo la zona tornò sotto il controllo dei Pallavicino.
In seguito all'abolizione napoleonica dei diritti feudali del 1805, Banzola fu inglobata nel Comune di Medesano, ma intorno al 1830 ne fu separata per essere assegnata al Comune di Salsomaggiore Terme.

## Monumenti e luoghi d'interesse

### Chiesa di San Michele Arcangelo

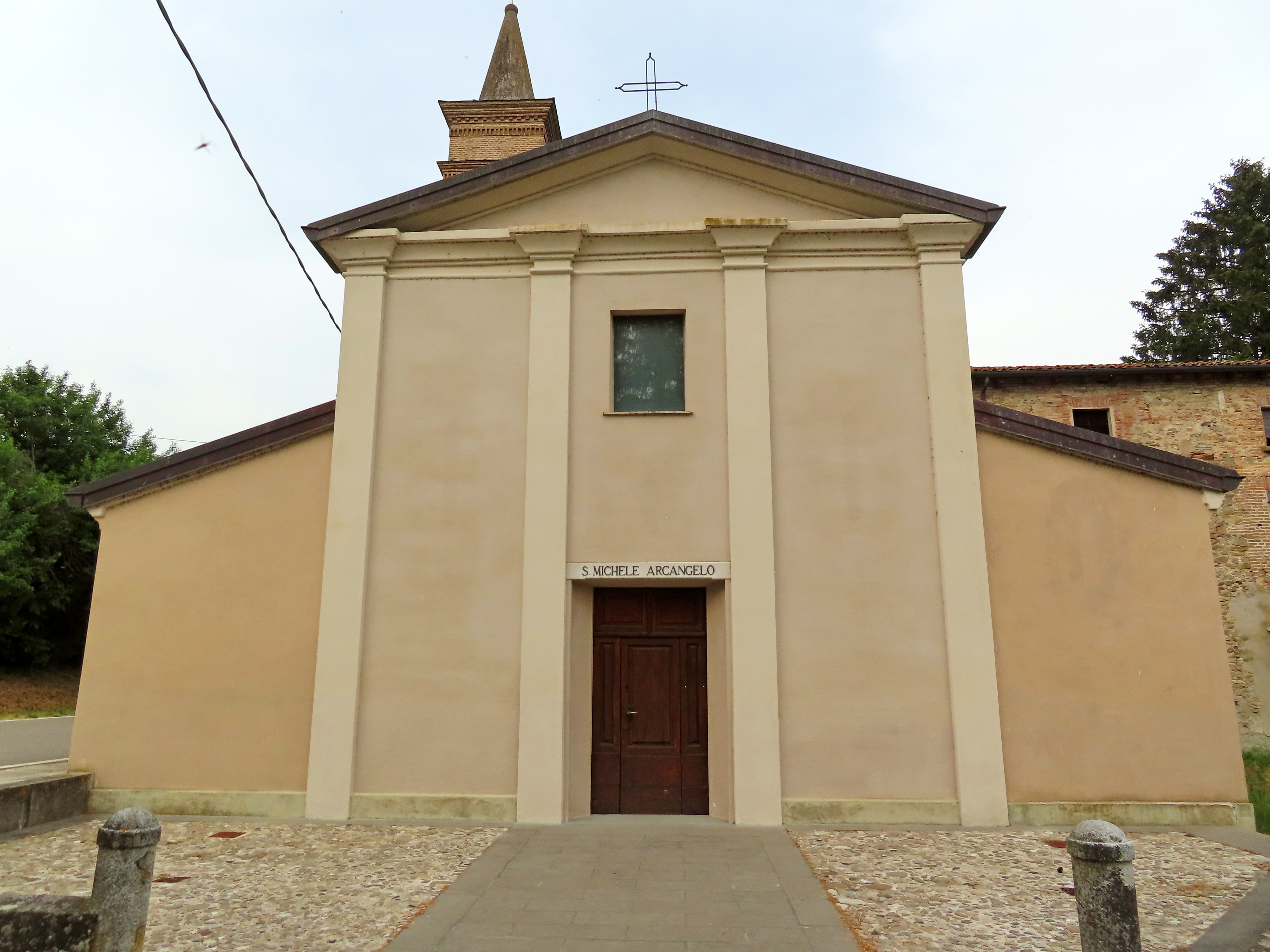
Chiesa di San Michele Arcangelo

Edificata originariamente in epoca altomedievale, la chiesa fu menzionata per la prima volta nel X secolo, quale cappella dipendente dalla pieve di San Genesio; passata successivamente sotto la giurisdizione della pieve di Cusignano prima e di San Donnino poi, nel 1601 fu elevata a sede parrocchiale; ricostruita completamente in stile barocco verso la fine del XVII secolo, fu dotata nel 1924 di un nuovo campanile eclettico, completato nel 1924; radicalmente ristrutturata tra il 1930 e il 1931, fu restaurata nel 1972 e soprattutto tra il 2016 e il 2017. Gli interni sono decorati con dipinti recuperati durante l'ultimo restauro.

### Castello
Costruito in epoca medievale probabilmente per volere dei marchesi Pallavicino, il castello fu abbattuto nel 1297 per decisione del Comune di Parma; riedificato da Niccolò Piccinino nel 1442 subito dopo l'assegnazione del feudo da parte del duca di Milano Filippo Maria Visconti, il maniero fu distrutto pochi anni dopo per volere del Duca stesso e mai più ricostruito.